# Leslie Iwerks
Leslie Iwerks (Los Angeles, 22 aprile 1970) è una regista, sceneggiatrice e produttrice cinematografica statunitense, figlia di Don Iwerks e nipote di Ub Iwerks, creatore, assieme a Walt Disney, del celebre personaggio di Topolino.
Nel 2007 è stata candidata al Premio Oscar nella categoria miglior cortometraggio documentario grazie a Recycled Life.

## Filmografia

### Regista
- The Hand Behind the Mouse: The Ub Iwerks Story (1999)
- Recycled Life - corto documentario (2006)
- Pixar's 20th Anniversary Special - film TV (2006)
- The Pixar Story (2007)
- Downstream (2009)
- Dirty Oil (2009)
- Industrial Light & Magic: Creating the Impossible (2010)
- Citizen Hearst (2012)
- Ella Brennan: Commanding the Table (2016)
- League of Legends Origins (2019)
- Dietro le quinte dei Parchi Disney: The Imagineering Story (The Imagineering Story) (2019)

### Sceneggiatrice
- The Hand Behind the Mouse: The Ub Iwerks Story (1999)
- Pixar's 20th Anniversary Special - film TV (2006)
- The Pixar Story (2007)
- Downstream (2009)
- Dirty Oil (2009)
- Industrial Light & Magic: Creating the Impossible (2010)
- Citizen Hearst (2012)

### Produttrice
- The Hand Behind the Mouse: The Ub Iwerks Story (1999)
- Pixar's 20th Anniversary Special - film TV (2006)
- The Pixar Story (2007)
- Downstream (2009)
- Dirty Oil (2009)
- Industrial Light & Magic: Creating the Impossible (2010)
- The Diary of Preston Plummer (2012)
- Citizen Hearst (2012)
- Ella Brennan: Commanding the Table (2016)
- League of Legends Origins (2019)
- Dietro le quinte dei Parchi Disney: The Imagineering Story (The Imagineering Story) (2019)